# Ramariopsis
Ramariopsis is een geslacht van schimmels behorend tot de familie Clavariaceae.

## Soorten
Volgens Index Fungorum telt het geslacht 44 soorten (peildatum maart 2022):
| Soortnaam                                     | Auteur(s)                           | Publicatiejaar |
| --------------------------------------------- | ----------------------------------- | -------------- |
| Ramariopsis agglutinata                       | R.H. Petersen                       | 1988           |
| Ramariopsis alutacea                          | R.H. Petersen                       | 1988           |
| Ramariopsis asperulospora                     | (G.F. Atk.) Corner                  | 1950           |
| Ramariopsis asterella                         | (G.F. Atk.) Corner                  | 1950           |
| Ramariopsis atlantica                         | Araujo-Neta, G.A. Silva & Gibertoni | 2016           |
| Ramariopsis aurantio-olivacea                 | R.H. Petersen                       | 1988           |
| Ramariopsis avellanea                         | R.H. Petersen                       | 1988           |
| Ramariopsis avellaneo-inversa                 | R.H. Petersen                       | 1988           |
| Ramariopsis bicolor                           | R.H. Petersen                       | 1988           |
| Ramariopsis biformis                          | (G.F. Atk.) R.H. Petersen           | 1964           |
| Ramariopsis bispora                           | (Schild) Olariaga                   | 2013           |
| Ramariopsis californica                       | R.H. Petersen                       | 1969           |
| Ramariopsis cinnamomipes                      | R.H. Petersen                       | 1978           |
| Ramariopsis citrina                           | Schild                              | 1971           |
| Ramariopsis clavuligera                       | (R. Heim) Corner                    | 1950           |
| Ramariopsis costaricensis                     | L.D. Gómez                          | 1972           |
| Ramariopsis cremicolor                        | R.H. Petersen                       | 1988           |
| Ramariopsis crocea (Oranjegeel koraaltje)     | (Pers.) Corner                      | 1950           |
| Ramariopsis dealbata                          | (Berk.) R.H. Petersen               | 1984           |
| Ramariopsis flavescens                        | R.H. Petersen                       | 1969           |
| Ramariopsis gilibertoi                        | Agnello                             | 2019           |
| Ramariopsis hibernica                         | Corner                              | 1971           |
| Ramariopsis hirtipes                          | Franchi & M. Marchetti              | 2020           |
| Ramariopsis holmskjoldii                      | (Oudem.) R.H. Petersen              | 1978           |
| Ramariopsis junquillea                        | R.H. Petersen                       | 1988           |
| Ramariopsis kunzei (Ivoorkoraaltje)           | (Fr.) Corner                        | 1950           |
| Ramariopsis lentofragilis                     | (G.F. Atk.) R.H. Petersen           | 1969           |
| Ramariopsis longipes                          | R.H. Petersen                       | 1988           |
| Ramariopsis luteonana                         | (Schild) Olariaga                   | 2013           |
| Ramariopsis luteotenerrima                    | (Overeem) R.H. Petersen             | 1988           |
| Ramariopsis minutula                          | (Bourdot & Galzin) R.H. Petersen    | 1966           |
| Ramariopsis novae-hibernica                   | Corner                              | 1971           |
| Ramariopsis ovispora                          | R.H. Petersen                       | 1988           |
| Ramariopsis pseudosubtilis                    | R.H. Petersen                       | 1969           |
| Ramariopsis pulchella (Lila koraaltje)        | (Boud.) Corner                      | 1950           |
| Ramariopsis ramarioides                       | R.H. Petersen                       | 1988           |
| Ramariopsis robusta                           | Matouš & Holec                      | 2017           |
| Ramariopsis simplex                           | R.H. Petersen                       | 1988           |
| Ramariopsis subtilis (Bleke sikkelkoraalzwam) | (Pers.) R.H. Petersen               | 1978           |
| Ramariopsis subumbrinella                     | (S. Imai) Olariaga                  | 2013           |
| Ramariopsis tenuicula (Fijnvertakt koraaltje) | (Bourdot & Galzin) R.H. Petersen    | 1969           |
| Ramariopsis tenuiramosa (Bezemkoraaltje)      | Corner                              | 1950           |
| Ramariopsis tortuosa                          | R.H. Petersen                       | 1988           |
| Ramariopsis vestitipes                        | (Peck) Corner                       | 1950           |